# Asarcus pallidus
Asarcus pallidus is een hooiwagen uit de familie Gonyleptidae. De wetenschappelijke naam van Asarcus pallidus gaat terug op Mello-Leitão.